# Bigelow Township (Missouri)
Bigelow Township est un ancien township du comté de Holt dans le Missouri, aux États-Unis,.
Il est fondé en 1869 et baptisé en référence au village du même nom.

## Source de la traduction
- (en) Cet article est partiellement ou en totalité issu de l’article de Wikipédia en anglais intitulé « Bigelow Township, Holt County, Missouri » (voir la liste des auteurs).